# Christian Dalimier
Christian Dalimier est un acteur, dramaturge et metteur en scène belge, cofondateur de la compagnie Lazzi.

## Biographie
Christian Dalimier est né le 13 juillet 1963 à Liège et fait des humanités littéraires à Huy. Il suit ensuite une formation de comédien à l'IAD (Institut des arts de diffusion) à Louvain-la-Neuve de 1983 à 1987.

## Théâtre
- 1995 : Tea for two, création collective
- 1995 : To be or not?, avec Olivier Darimont, Lorette Goosse et Stéphane Stubbé
- 1996 : Les Cornichons, avec Marie-Paule Kumps et Pascale Vander Zypen
- 1998 : Ce n'est pas la mer à boire !
- 2001 : Comme les gens qui ont peur de l'eau, avec Pascale Vander Zypen
- 2002 : Petits meurtres entre nous, avec Pascale Vander Zypen, Évelyne Rambeaux et Stéphane Stubbé
- 2004 : La question n'est pas là
- 2005 : Il y a quelque chose après le signal de Botrange, en collaboration avec Pascale Vander Zypen
- 2006 : Black & White, avec Stéphanie Blanchoud, Élisa Brune, Philip Catherine, Marie-Paule Kumps, Steve Houben, Layla Nabulsi, Xavier Percy, Bernard Tirtiaux, Martine Willequet
- 2007 : RN 57, avec Pascale Vander Zypen, Évelyne Rambeaux et Stéphane Stubbé
- 2010 : Une époque formidable, avec Pascale Hers